# Resolutie 2345 Veiligheidsraad Verenigde Naties
Resolutie 2345 van de Veiligheidsraad van de Verenigde Naties werd door de VN-Veiligheidsraad met unanimiteit aangenomen op 23 maart 2017. De resolutie van Amerikaanse hand verlengde het mandaat van het expertenpanel dat toezag op de sancties tegen Noord-Korea met een jaar.

## Achtergrond
Al in 1992 werd een akkoord gesloten over de bevriezing van Noord-Korea's kernprogramma. In het begin van de 21e eeuw kwam het land echter in aanvaring met de Verenigde Staten, toen president George W. Bush het land bij de zogenaamde as van het kwaad rekende. Noord-Korea hervatte de ontwikkeling van kernwapens en ballistische raketten om ze af te dragen. In 2006 voerde het land een eerste kernproef uit, in 2009 gevolgd door een tweede. Hieropvolgend werden sancties ingesteld tegen het land.
In 2012 lanceerde het land met succes een raket met een satelliet, en schond daarmee de sancties die het land verboden kern- en rakettechnologie te ontwikkelen. De Veiligheidsraad besloot hierop om het land strengere sancties op te leggen. Als tegenreactie voerde Noord-Korea begin 2013 een nieuwe kernproef uit.
In januari 2016 volgde opnieuw een kernproef; deze keer met een waterstofbom. In september 2016 volgde al een nieuwe, nog zwaardere proef. Het Noord-Koreaanse kernwapenprogramma zou niet langer dienen om concessies af te dwingen, maar als doel hebben een kleine kernkop te ontwikkelen voor montage op korte-afstandsraketten. Het land eiste na de proef van de VS dat het als kernmacht zou worden erkend.

## Inhoud
Het mandaat van het expertenpanel, dat in 2009 werd opgericht, werd verlengd tot 24 april 2018. Dit panel zag toe op de uitvoering van de sancties die toen en nadien tegen Noord-Korea waren ingesteld. Het panel werd gevraagd een werkplanning op te stellen, in augustus een tussentijds rapport af te leveren, en in februari 2018 een eindrapport met bevindingen en aanbevelingen in te dienen.
Lijst ·  2337 ·  2338 ·  2339 ·  2340 ·  2341 ·  2342 ·  2343 ·  2344 ·  2345 ·  2346 ·  2347 ·  2348 ·  2349 ·  2350 ·  2351 ·  2352 ·  2353 ·  2354 ·  2355 ·  2356 ·  2357 ·  2358 ·  2359 ·  2360 ·  2361 ·  2362 ·  2363 ·  2364 ·  2365 ·  2366 ·  2367 ·  2368 ·  2369 ·  2370 ·  2371 ·  2372 ·  2373 ·  2374 ·  2375 ·  2376 ·  2377 ·  2378 ·  2379 ·  2380 ·  2381 ·  2382 ·  2383 ·  2384 ·  2385 ·  2386 ·  2387 ·  2388 ·  2389 ·  2390 ·  2391 ·  2392 ·  2393 ·  2394 ·  2395 ·  2396 ·  2397